# SN 2010ba
SN 2010ba – supernowa typu Ia odkryta 21 marca 2010 roku w galaktyce A115821+1520. W momencie odkrycia miała maksymalną jasność 15,20m.